# Стояновы
Стояновы — дворянский род.
Фамилия Стояновых в Сербии почиталась издревле благородною и владела там недвижимыми имениями. Происшедший от сего рода Иван Стоянов при Государе Императоре Петре Великом выехал в Россию, был в службе Генерал-Майором и пожалован деревнями.
Равным образом и другие потомки оного рода служили Российскому Престолу в разных чинах и владели деревнями.

## Описание герба
Щит разделён на четыре части, из коих в первой в серебряном поле изображены два красных креста. Во второй в голубом поле чёрный орёл, парящий к солнечным лучам, означенным на облаках в правом верхнем углу щита. В третьей в голубом же поле положен на земле золотой сноп и возле него воткнута золотая шпага. В четвёртой части в серебряном поле находится стена красного цвета с растворёнными вратами.
Щит увенчан дворянскими шлемом и короной. Нашлемник: три страусовых пера. Намёт на щите голубой, подложенный серебром. Щит держат два льва, под щитом девиз: SI IN АRMIS, ЕТ LABORES SINE РROGRESSU SED VERITAS CONVENIET. Герб рода Стояновых внесён в Часть 7 Общего гербовника дворянских родов Всероссийской империи, стр. 149.